# 許男斯
許男斯（？—？），姜姓，名斯，為春秋諸侯國許國君主之一。

## 史
元年（前522年），斯的父亲许悼公因饮用斯的兄长世子止的药而死，世子止认为自己害死了父亲，没有继位，让位于弟弟公子虺。同年，许男斯立。许男斯如何从公子虺处得到君位，或是否与公子虺为同一人，尚待考。
十九年（前504年），許國被鄭國所滅，他被奪去君主稱號。

## 父
許悼公

## 子
許元公